# Verdú
Verdú – gmina w Hiszpanii, w prowincji Lleida, w Katalonii, o powierzchni 35,72 km². W 2011 roku gmina liczyła 1008 mieszkańców.
W miejscowości Verdú urodził się św. Piotr Klaver (1580-1654) jezuita i patron misji wśród niewolników murzyńskich.